# Carmes (métro de Toulouse)
Pour les articles homonymes, voir Carmes.
Carmes est une station de la ligne B du métro de Toulouse. Elle est située, dans le quartier des Carmes, juste à côté du marché des Carmes, au sud-est du centre-ville de Toulouse.

## Situation sur le réseau
Carmes est située sur la ligne B du métro de Toulouse, entre les stations François-Verdier au nord et Palais-de-Justice au sud.

## Histoire
Lors de son inauguration le 30 juin 2007, cette station était équipée d'un quai à 7 portes qui ne lui permettait que de recevoir des rames à 2 voitures.
Étant très proche de la station Esquirol de la ligne A, un couloir de correspondance souterrain entre ces deux stations a été envisagé.
En 2016, la station a enregistré 2 443 348 validations. En 2018, 2 601 008 voyageurs sont entrés dans la station, ce qui en fait la 15e station la plus fréquentée sur 37 en nombre de validations.

## Services aux voyageurs

### Accès et accueil
La station est située au cœur du quartier des Carmes, juste en bas du marché des Carmes, le long de la rue du Languedoc et de la place des Carmes. Elle possède deux entrées face à face, comptant chacune un ascenseur, mais aussi un escalier et un escalator. Elle est équipée de guichets automatiques permettant l'achat des titres de transport.

Installations
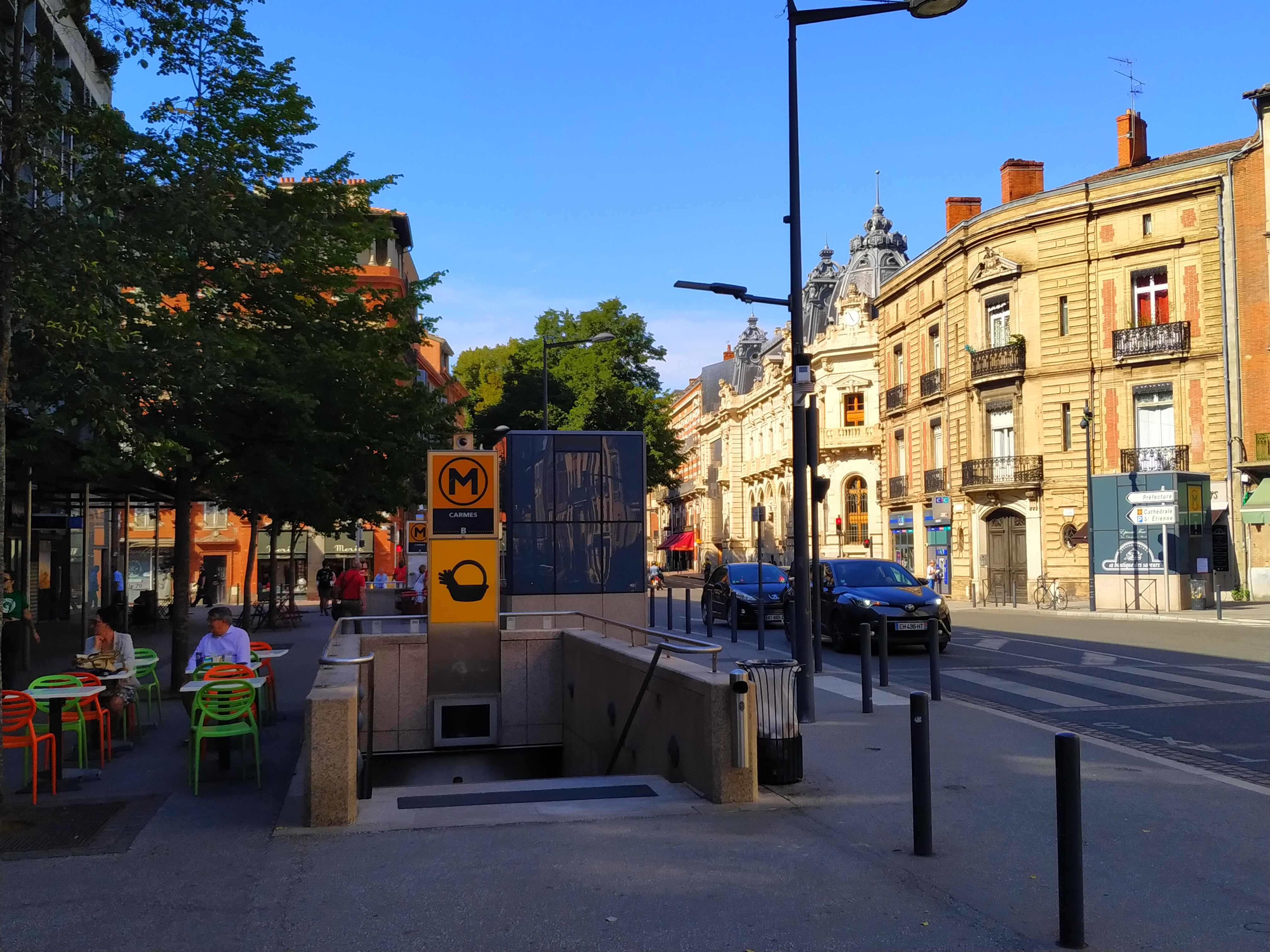
Bouche sud.
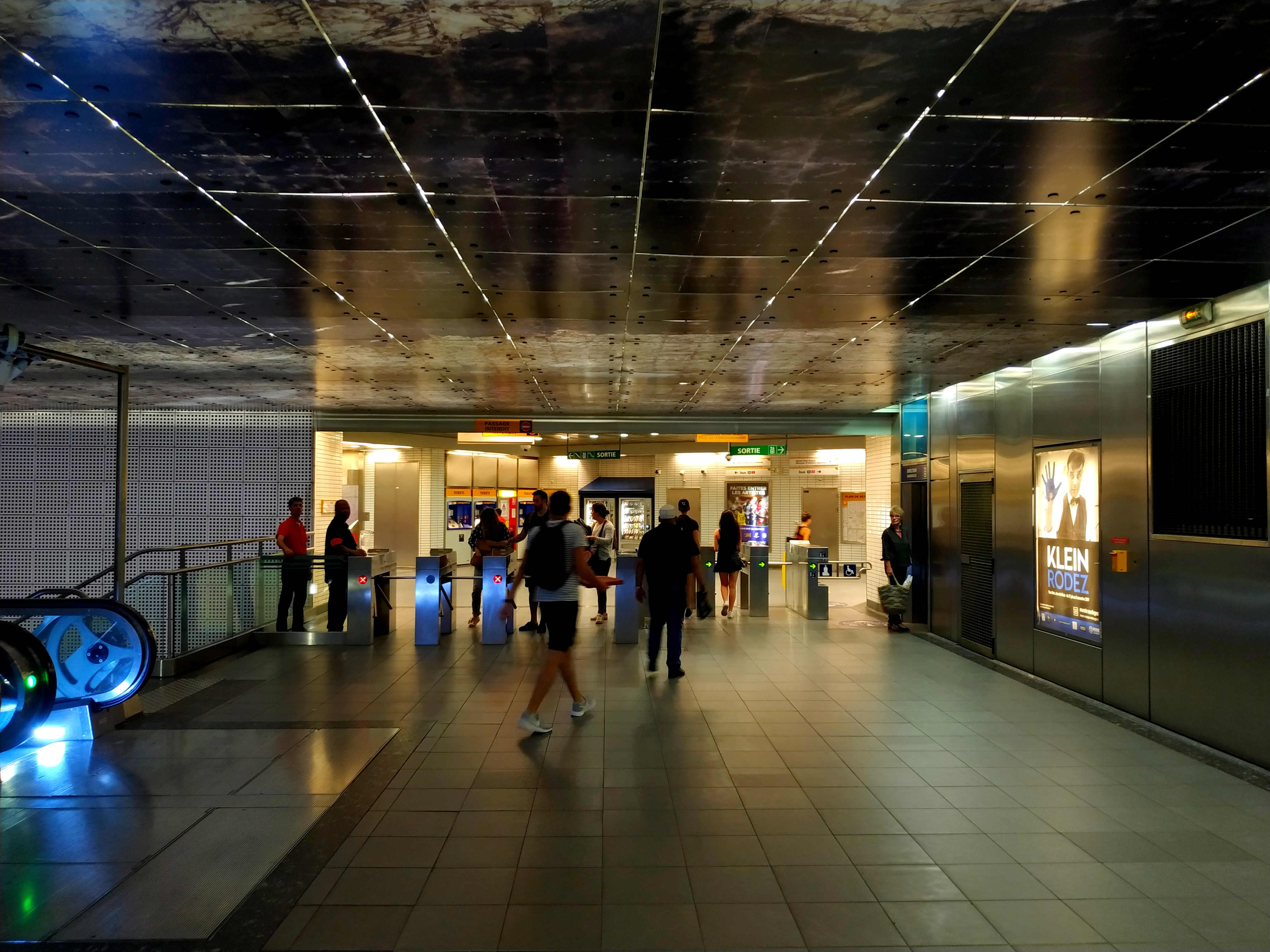
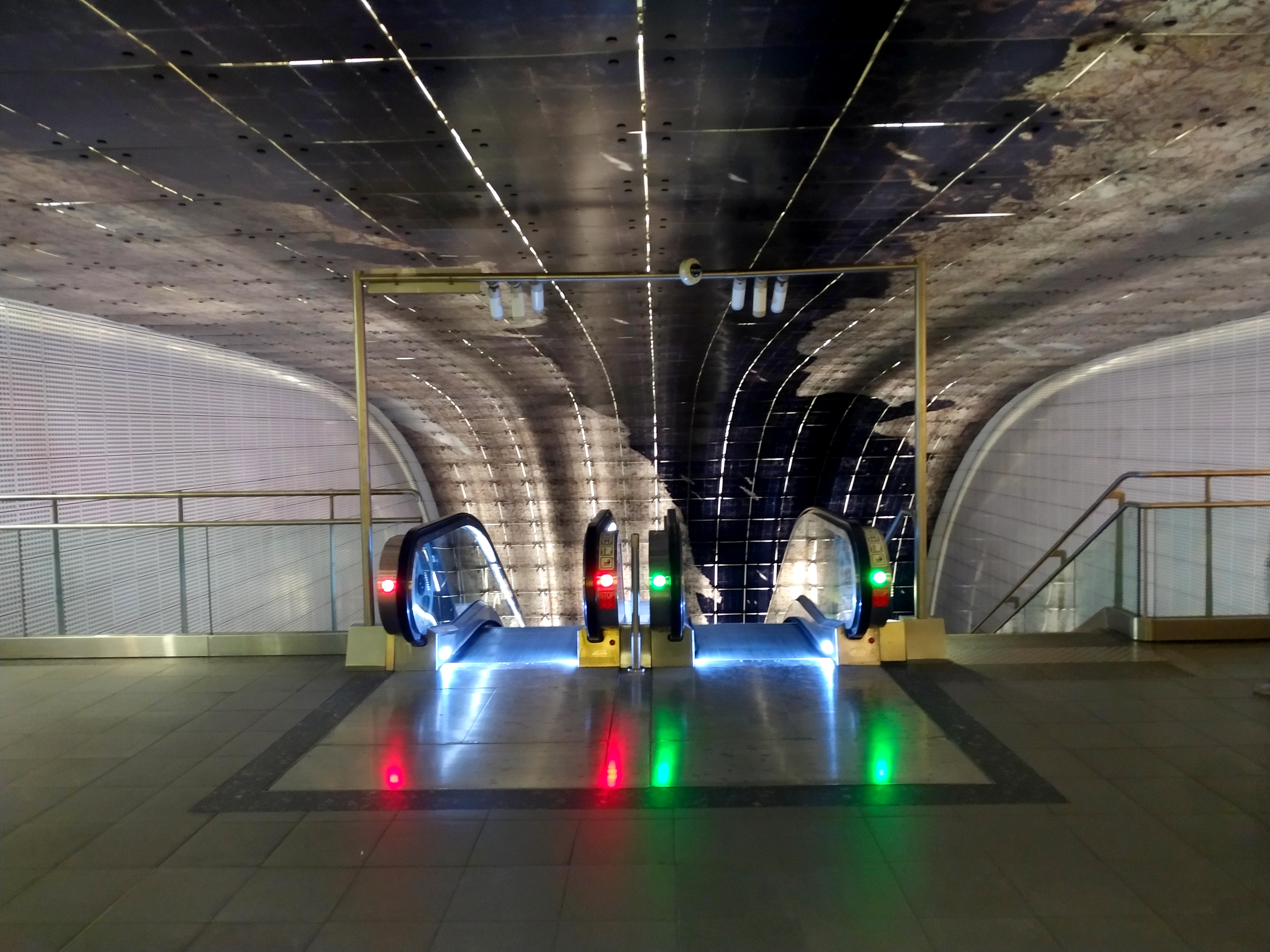

### Desserte
Comme sur le reste du métro toulousain, le premier départ des terminus (Borderouge et Ramonville) est à 5h15, le dernier départ est à 0h du dimanche au jeudi et à 3h le vendredi et samedi.

Installations
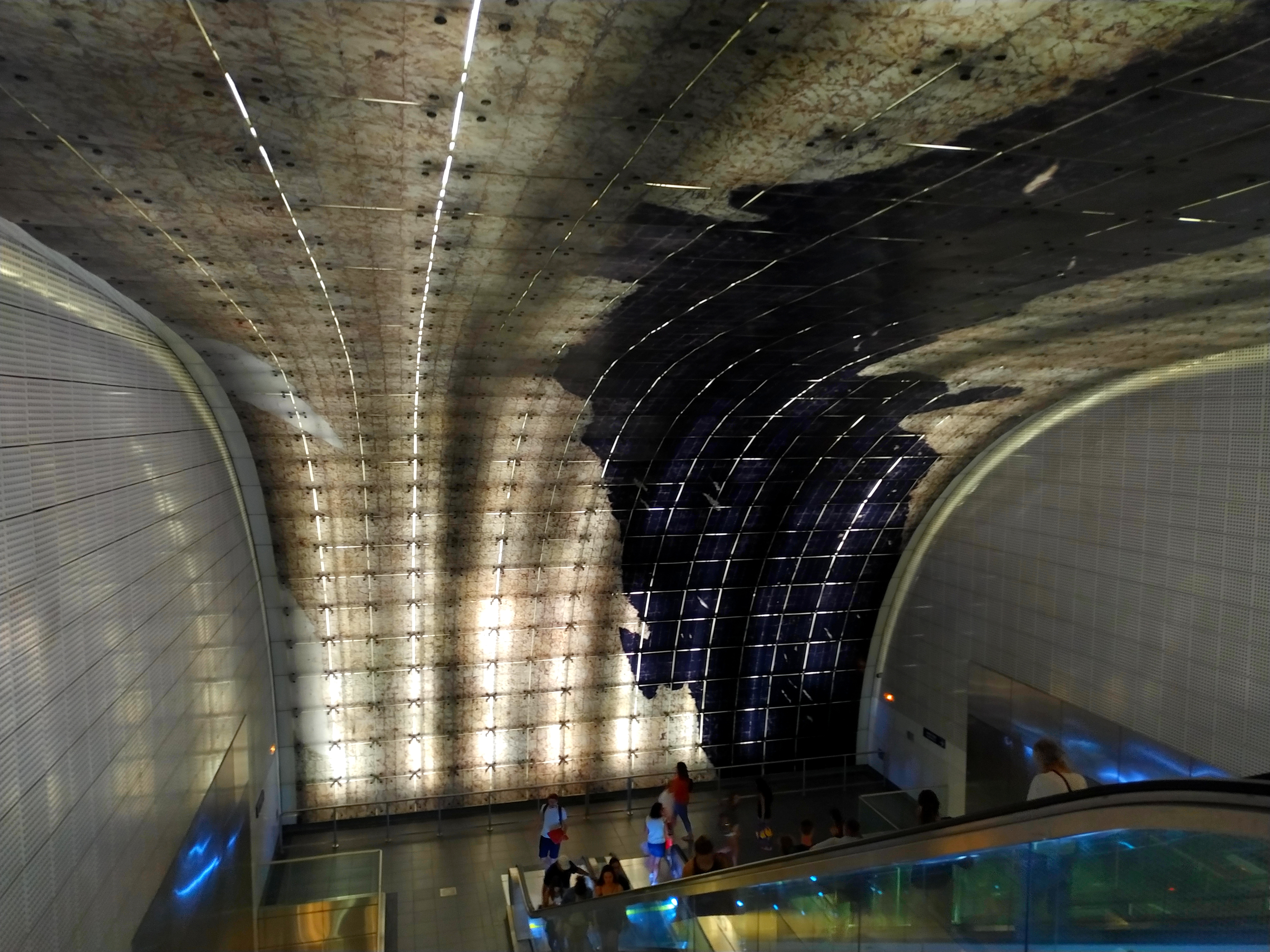
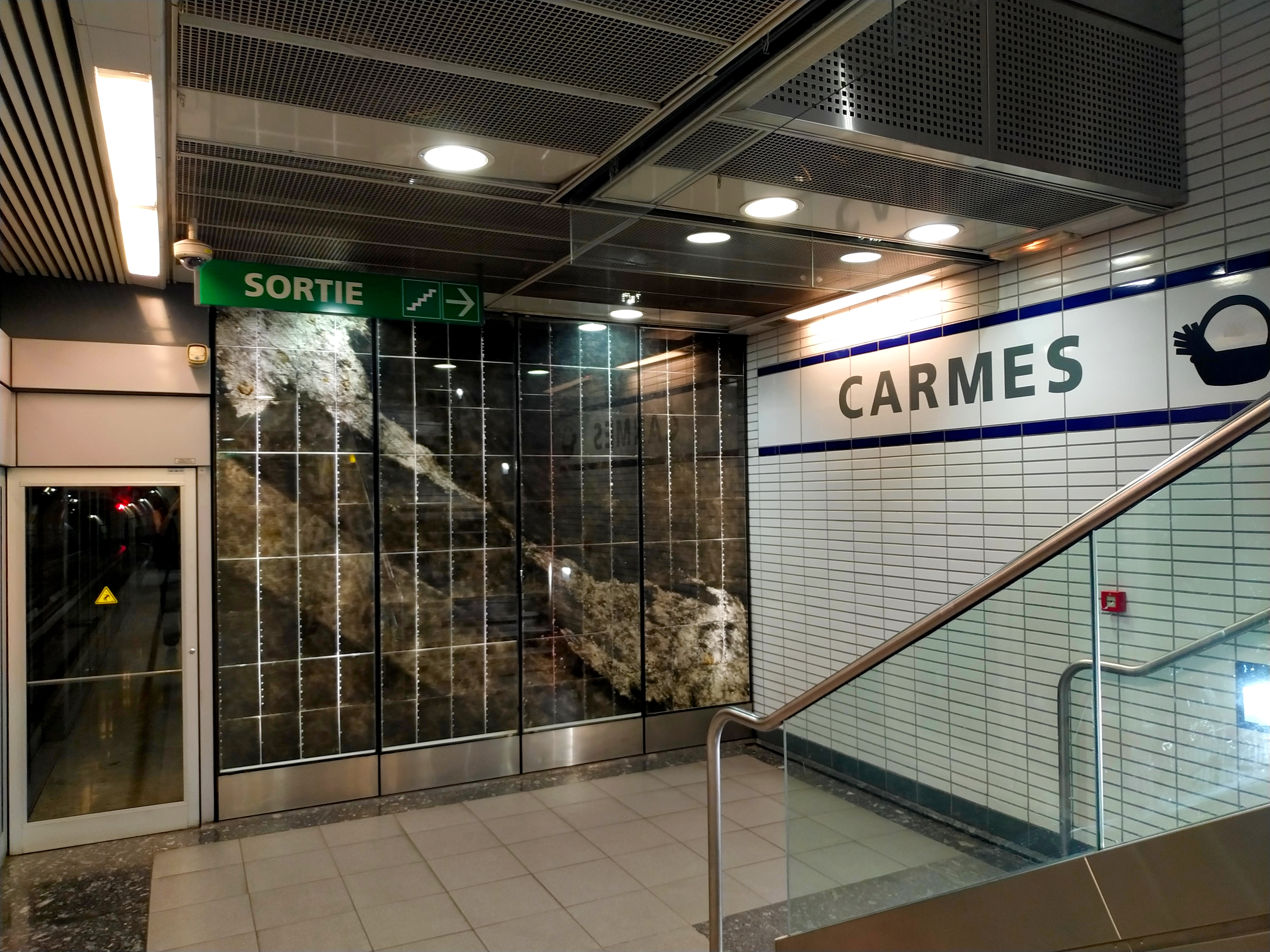
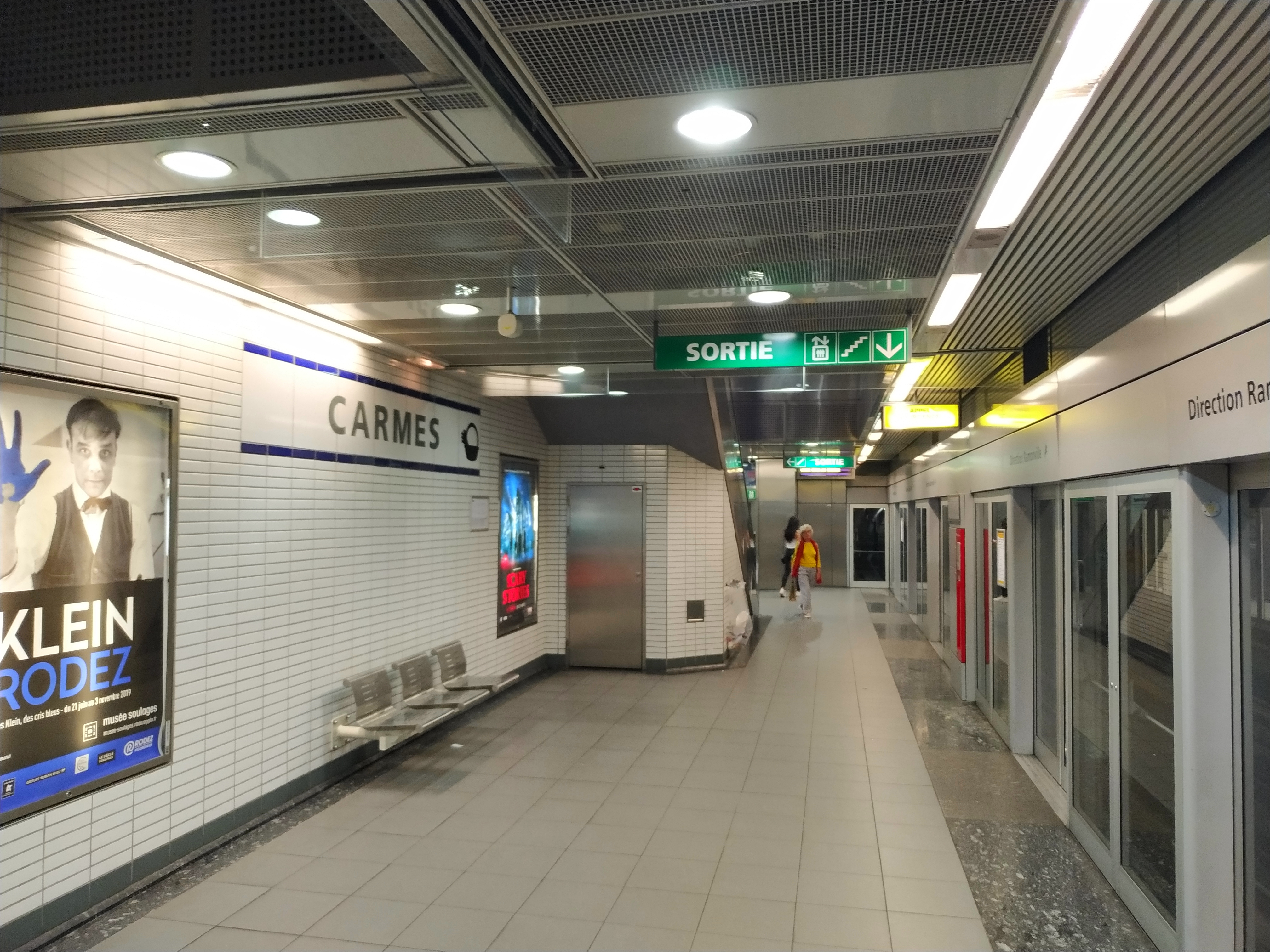

### Intermodalité
La station est desservie par les lignes 44 et Ville du réseau Tisséo.

## L'art dans la station
L'œuvre d'art qui y est installée a été réalisée par Jean-Paul Marcheschi, et elle s'intitule La voie lactée. Elle est inspirée par le poème mystique La Nuit obscure de Jean de la Croix de l'Ordre du Carmel, auquel elle fait explicitement référence de par son emplacement.
Pour fêter la première année de la ligne B, Tisséo s'associe à l'agence de design global toulousaine KLD-Design ainsi qu'à l'artiste local Chat Maigre pour habiller huit cabines d'ascenseurs de la ligne, dont celle des Carmes.

## A proximité
- Marché des Carmes
- Chambre de commerce et d'industrie
- Musée des Augustins
- Musée Paul-Dupuy
- Quartier Général
- Théâtre Sorano
- Jardin Royal et Jardin du Grand-Rond
- École de journalisme de Toulouse (EjT)
- Station VélôToulouse no 46, 1 place des Carmes